# Push (álbum)
Push es el décimo álbum de estudio del grupo musical argentino Los Tipitos, publicado el 11 de septiembre de 2013. Fue grabado en los estudios Del Abasto al Pasto, Sonidero Vintage, Robledo Sound Machine y Estudios Del Parral. En este trabajo participan invitados como Ale Sergi de Miranda!, el bandoneonista Walter Ríos y Los Pericos.
Contiene catorce canciones y el primer sencillo se titula «La ley de la ferocidad», cuya letra está inspirada en el libro homónimo del escritor Pablo Ramos. Además realizan el tema «Huellas en la piel», con su correspondiente videoclip, en apoyo a la asociación AEPSO y su campaña para la promoción y atención médica de la psoriasis, enfermedad cutánea que padece Walter Piancioli, vocalista principal del grupo.
El arte de tapa del disco fue hecho por Alejandro Ross, reconocidos por ser el artista detrás de las portadas de Soda Stereo, Luis Alberto Spinetta, Vicentico y Gustavo Cerati.

## Lista de canciones
| N.º   | Título                            | Escritor(es)                        | Duración |  |
| 1.    | «La ley de la ferocidad»          | W. Piancioli, F. Bugallo            | 4:43     |  |
| 2.    | «Algo demencial»                  | R. Rufino                           | 5:44     |  |
| 3.    | «Viaje interminable»              | R. Ruffino                          | 4:19     |  |
| 4.    | «Algo nuevo I»                    | W. Piancioli, F. Bugallo            | 4:14     |  |
| 5.    | «Mil años»                        | W. Piancioli, F. Bugallo            | 4:55     |  |
| 6.    | «Apostar al amor» (con Ale Sergi) | P. Tévez, F. Bugallo                | 4:20     |  |
| 7.    | «Mejor»                           | W. Piancioli, F. Bugallo            | 3:52     |  |
| 8.    | «Me pateaste el bastón»           | F. Bugallo                          | 2:35     |  |
| 9.    | «El tiempo se va»                 | R. Rufino                           | 4:43     |  |
| 10.   | «Amor de enero»                   | W. Piancioli                        | 4:17     |  |
| 11.   | «Funeral»                         | R. Rufino                           | 3:55     |  |
| 12.   | «Resplandor»                      | W. Piancioli                        | 4:44     |  |
| 13.   | «Saludo al sol»                   | R. Rufino, W. Piancioli, F. Bugallo | 3:07     |  |
| 14.   | «Algo nuevo II»                   | R. Rufino, F. Bugallo               | 4:53     |  |
| 60:30 |                                   |                                     |          |  |

## Cortes de difusión
- La ley de la ferocidad (2012)
- Viaje interminable (2013)
- Apostar al amor (ft. Ale Sergi) (2014)
- Mil años (2015)